# Кубок сезону 1981
Другий розіграш кубка сезону відбувся на стадіоні «Локомотив» у Сімферополі 17 березня 1981 року. У грі брали участь чемпіон країни — київське «Динамо» і володар кубка СРСР — донецький «Шахтар».

## Претенденти
- «Динамо» (Київ) — дев'ятиразовий чемпіон СРСР (1961, 1966, 1967, 1968, 1971, 1974, 1975, 1977, 1980), п'ятиразовий володар кубка СРСР (1954, 1964, 1966, 1974, 1978), володар кубка володарів кубків (1975), володар суперкубка УЄФА (1975).
- «Шахтар» (Донецьк) — триразовий володар кубка СРСР (1961, 1962, 1980).

## Деталі матчу
| 17 березня 1981 |

| «Динамо» (Київ) | 1 – 1 | «Шахтар» (Донецьк) |
| --------------- | ----- | ------------------ |
| Бойко 41'       |       | 52' Кравченко      |

| «Локомотив» (Сімферополь) Глядачів: ? Арбітр: Мушковець (Москва) |

|                                                 |       | Пенальті                                                    |  |
| Юрчишин · Блохін · Безсонов · Балтача · Коньков | 5 — 4 | Старухін · Соколовський · Бондаренко · Горбунов · Кравченко |  |

| ДИНАМО               |                      |     |
|                      |                      |     |
| ВР                   | Юрій Роменський      |     |
| ЗХ                   | Анатолій Коньков     |     |
| ЗХ                   | Сергій Балтача       |     |
| ЗХ                   | Андрій Баль          |     |
| ПЗ                   | Володимир Безсонов   |     |
| ЗХ                   | Володимир Лозинський |     |
| ПЗ                   | Леонід Буряк         | 52' |
| НП                   | Олександр Хапсаліс   | 55' |
| ПЗ                   | Олександр Бойко      |     |
| ПЗ                   | Володимир Веремєєв   | 70' |
| НП                   | Олег Блохін          |     |
| Заміни:              |                      |     |
| ЗХ                   | Анатолій Дем'яненко  | 52' |
| НП                   | Вадим Євтушенко      | 55' |
| НП                   | Степан Юрчишин       | 70' |
| Тренер:              |                      |     |
| Валерій Лобановський |                      |     |

| ШАХТАР       |                      |     |
|              |                      |     |
| ВР           | Віктор Чанов         |     |
| ЗХ           | Олексій Варнавський  |     |
| ЗХ           | Валерій Горбунов     |     |
| ЗХ           | Віктор Кондратов     |     |
| ЗХ           | Олександр Сопко      |     |
| ПЗ           | Валерій Рудаков      | 46' |
| ПЗ           | Володимир Роговський |     |
| ПЗ           | Михайло Соколовський |     |
| НП           | Віталій Старухін     |     |
| ПЗ           | Валерій Гошкодеря    | 94' |
| НП           | Віктор Грачов        |     |
| Заміни:      |                      |     |
| НП           | Сергій Кравченко     | 46' |
| НП           | Юрій Бондаренко      | 94' |
| Тренер:      |                      |     |
| Віктор Носов |                      |     |